# Kamer van volksvertegenwoordigers (samenstelling 1985-1987)
De lijst van leden van de Belgische Kamer van volksvertegenwoordigers van 1985 tot 1987. De Kamer van volksvertegenwoordigers telde toen nog 212 leden.  Het federale kiesstelsel was in die periode gebaseerd op algemeen enkelvoudig stemrecht voor alle Belgen van 18 jaar en ouder, volgens een systeem van evenredige vertegenwoordiging op basis van de Methode-D'Hondt, gecombineerd met een districtenstelsel.
De 46ste legislatuur van de Kamer van volksvertegenwoordigers liep van 31 oktober 1985 tot 9 november 1987 en volgde uit de verkiezingen van 13 oktober 1985.
Tijdens deze legislatuur was de regering-Martens VI in functie, die steunde op een meerderheid van christendemocraten (CVP/PSC) en liberalen (PRL/PVV). De oppositie bestond dus uit PS, SP, Volksunie, Agalev, Ecolo, FDF, UDRT-RAD en Vlaams Blok.  Wanneer deze regering viel in oktober 1987 werd ze gevolgd door de regering-Martens VII en werden vervroegde verkiezingen in december 1987 gehouden.

## Zittingen
In de 46ste zittingsperiode (1985-1987) vonden drie zittingen plaats. Van rechtswege kwamen de Kamers ieder jaar bijeen op de tweede dinsdag van oktober.
| Zitting                | Opening         | Sluiting        |
| ---------------------- | --------------- | --------------- |
| 1ste zitting 1985-1986 | 31 oktober 1985 | 13 oktober 1986 |
| 2de zitting 1986-1987  | 14 oktober 1986 | 12 oktober 1987 |
| 3de zitting 1987-1988  | 13 oktober 1987 | 9 november 1987 |

De Kamers werden van rechtswege ontbonden door de verklaring tot herziening van de Grondwet van 8 november 1987.

## Samenstelling
| Fractie | Fractie      | Zetels |
| ------- | ------------ | ------ |
|         | CVP          | 49     |
|         | PS           | 35     |
|         | SP           | 32     |
|         | PRL          | 24     |
|         | PVV          | 22     |
|         | PSC          | 20     |
|         | Volksunie    | 16     |
|         | Agalev-Ecolo | 9      |
|         | FDF          | 3      |
|         | Vlaams Blok  | 1      |
|         | UDRT-RAD     | 1      |

Wijzigingen in fractiesamenstelling:
- In 1986 stapt Jacques Preumont uit Ecolo en zetelt vanaf dan als onafhankelijke. Hij neemt in 1987 ontslag en wordt vervangen door Henri Simons (Ecolo).

## Lijst van de volksvertegenwoordigers
| Volksvertegenwoordiger            | Partij      | Kieskring                 | Taalgroep  | Opmerkingen |
| --------------------------------- | ----------- | ------------------------- | ---------- | --- |
| Leo Tindemans                     | CVP         | Antwerpen                 | Nederlands | |
| Tijl Declercq                     | CVP         | Antwerpen                 | Nederlands | |
| Herman Suykerbuyk                 | CVP         | Antwerpen                 | Nederlands | |
| Jos Ansoms                        | CVP         | Antwerpen                 | Nederlands | |
| Wivina Demeester                  | CVP         | Antwerpen                 | Nederlands | |
| Frans Cauwenberghs                | CVP         | Antwerpen                 | Nederlands | |
| Marcel Colla                      | SP          | Antwerpen                 | Nederlands | |
| Leona Detiège                     | SP          | Antwerpen                 | Nederlands | |
| Jos Van Elewyck                   | SP          | Antwerpen                 | Nederlands | |
| Lode Hancké                       | SP          | Antwerpen                 | Nederlands | |
| Olga Lefeber                      | SP          | Antwerpen                 | Nederlands | |
| Frans Grootjans                   | PVV         | Antwerpen                 | Nederlands | |
| Ward Beysen                       | PVV         | Antwerpen                 | Nederlands | Voorzitter van de PVV-fractie vanaf 3 december 1985. |
| Etienne de Groot                  | PVV         | Antwerpen                 | Nederlands | Voorzitter van de commissie Volksgezondheid, Gezin en Leefmilieu. |
| Hugo Schiltz                      | Volksunie   | Antwerpen                 | Nederlands | |
| André De Beul                     | Volksunie   | Antwerpen                 | Nederlands | |
| Hugo Coveliers                    | Volksunie   | Antwerpen                 | Nederlands | Voorzitter van de Volksunie-fractie vanaf 8 oktober 1986. |
| Ludo Dierickx                     | Agalev      | Antwerpen                 | Nederlands | |
| Mieke Vogels                      | Agalev      | Antwerpen                 | Nederlands | |
| Gerolf Annemans                   | Vlaams Blok | Antwerpen                 | Nederlands | Vervangt vanaf 12 maart 1987 Karel Dillen, die ontslag neemt om voor verjonging te zorgen. |
| Guido Verhaegen                   | CVP         | Mechelen                  | Nederlands | |
| Luc Van den Brande                | CVP         | Mechelen                  | Nederlands | Voorzitter van de CVP-fractie. |
| Paul Hermans                      | CVP         | Mechelen                  | Nederlands | |
| Jef Ramaekers                     | SP          | Mechelen                  | Nederlands | |
| Lucien Van de Velde               | PVV         | Mechelen                  | Nederlands | |
| Joan Pepermans                    | Agalev      | Mechelen                  | Nederlands | |
| Jos Dupré                         | CVP         | Turnhout                  | Nederlands | Quaestor tot 21 oktober 1987. |
| Hugo Van Rompaey                  | CVP         | Turnhout                  | Nederlands | |
| Renaat Peeters                    | CVP         | Turnhout                  | Nederlands | Ondervoorzitter en voorzitter van de commissie Onderwijs, Wetenschapsbeleid en Cultuur. |
| Zefa Raeymaekers                  | CVP         | Turnhout                  | Nederlands | |
| Jef Sleeckx                       | SP          | Turnhout                  | Nederlands | |
| Aloïs Beckers                     | SP          | Turnhout                  | Nederlands | |
| Willy Taelman                     | PVV         | Turnhout                  | Nederlands | |
| Jozef Belmans                     | Volksunie   | Turnhout                  | Nederlands | |
| Cécile Goor                       | PSC         | Brussel                   | Frans      | Voorzitter van de PSC-fractie vanaf 13 oktober 1987. |
| Jean-Louis Thys                   | PSC         | Brussel                   | Frans      | |
| Paul De Keersmaeker               | CVP         | Brussel                   | Nederlands | |
| Rika Steyaert                     | CVP         | Brussel                   | Nederlands | |
| Eric Van Rompuy                   | CVP         | Brussel                   | Nederlands | |
| Achille Diegenant                 | CVP         | Brussel                   | Nederlands | |
| Félicien Bosmans                  | CVP         | Brussel                   | Nederlands | |
| Jozef Depré                       | CVP         | Brussel                   | Nederlands | |
| Philippe Moureaux                 | PS          | Brussel                   | Frans      | Voorzitter van de commissie Justitie. |
| Léon Defosset                     | PS          | Brussel                   | Frans      | |
| André Degroeve                    | PS          | Brussel                   | Frans      | |
| Eric Tomas                        | PS          | Brussel                   | Frans      | |
| Karel Van Miert                   | SP          | Brussel                   | Nederlands | |
| Edgard Coppens                    | SP          | Brussel                   | Nederlands | |
| Victor Vanderheyden               | SP          | Brussel                   | Nederlands | |
| Henri Simonet                     | PRL         | Brussel                   | Frans      | |
| Willem Draps                      | PRL         | Brussel                   | Frans      | Vervangt vanaf 7 april 1987 Roger Nols, die besluit om voltijds burgemeester van Schaarbeek te zijn. |
| François-Xavier de Donnea         | PRL         | Brussel                   | Frans      | |
| Georges Mundeleer                 | PRL         | Brussel                   | Frans      | |
| Edouard Klein                     | PRL         | Brussel                   | Frans      | Quaestor vanaf 4 december 1985. |
| Armand De Decker                  | PRL         | Brussel                   | Frans      | Secretaris vanaf 5 december 1985. |
| Jacques Pivin                     | PRL         | Brussel                   | Frans      | |
| Francis Vermeiren                 | PVV         | Brussel                   | Nederlands | |
| Annemie Neyts                     | PVV         | Brussel                   | Nederlands | |
| Willy Cortois                     | PVV         | Brussel                   | Nederlands | |
| Vic Anciaux                       | Volksunie   | Brussel                   | Nederlands | |
| Paul Peeters                      | Volksunie   | Brussel                   | Nederlands | |
| Henri Simons                      | Ecolo       | Brussel                   | Frans      | Vervangt vanaf 13 oktober 1987 Jacques Preumont, die van 9 oktober 1986 tot 12 oktober 1987 als onafhankelijke zetelde. Preumont verving vanaf 17 april 1986 Olivier Deleuze, die na een conflict met zijn partij ontslag nam. Deleuze was voorzitter van de Ecolo-Agalev-fractie tot 2 april 1986. |
| Xavier Winkel                     | Ecolo       | Brussel                   | Frans      | |
| Antoinette Spaak                  | FDF         | Brussel                   | Frans      | |
| Georges Désir                     | FDF         | Brussel                   | Frans      | |
| Georges Clerfayt                  | FDF         | Brussel                   | Frans      | Voorzitter van de FDF-fractie. |
| Robert Hendrick                   | UDRT-RAD    | Brussel                   | Frans      | |
| Mark Eyskens                      | CVP         | Leuven                    | Nederlands | |
| Fernand Piot                      | CVP         | Leuven                    | Nederlands | |
| Trees Merckx-Van Goey             | CVP         | Leuven                    | Nederlands | |
| Louis Tobback                     | SP          | Leuven                    | Nederlands | Voorzitter van de SP-fractie. |
| Annie Duroi-Vanhelmont            | SP          | Leuven                    | Nederlands | Vervangt vanaf 4 juli 1987 de overleden August Bogaerts. |
| Frank Vandenbroucke               | SP          | Leuven                    | Nederlands | |
| Georges Sprockeels                | PVV         | Leuven                    | Nederlands | |
| Paul Vandermeulen                 | PVV         | Leuven                    | Nederlands | |
| Luk Vanhorenbeek                  | Volksunie   | Leuven                    | Nederlands | |
| Yves-Jean du Monceau de Bergendal | PSC         | Nijvel                    | Frans      | |
| André Antoine                     | PSC         | Nijvel                    | Frans      | |
| Valmy Féaux                       | PS          | Nijvel                    | Frans      | |
| Léon Walry                        | PS          | Nijvel                    | Frans      | |
| Louis Michel                      | PRL         | Nijvel                    | Frans      | |
| Serge Kubla                       | PRL         | Nijvel                    | Frans      | Voorzitter van de PRL-fractie. |
| Philippe Maystadt                 | PSC         | Charleroi                 | Frans      | |
| Gérard le Hardÿ de Beaulieu       | PSC         | Charleroi                 | Frans      | Quaestor. |
| Philippe Busquin                  | PS          | Charleroi                 | Frans      | |
| Jean-Pol Henry                    | PS          | Charleroi                 | Frans      | |
| André Baudson                     | PS          | Charleroi                 | Frans      | Ondervoorzitter en voorzitter van de commissie Infrastructuur. |
| Jacques Collart                   | PS          | Charleroi                 | Frans      | |
| Marc Harmegnies                   | PS          | Charleroi                 | Frans      | |
| Etienne Knoops                    | PRL         | Charleroi                 | Frans      | |
| Charles Petitjean                 | PRL         | Charleroi                 | Frans      | |
| Yves Delforge                     | Ecolo       | Charleroi                 | Frans      | Vervangt vanaf 29 januari 1987 Georges Dutry, die uit ontgoocheling ontslag neemt. |
| Albert Liénard                    | PSC         | Bergen                    | Frans      | Secretaris tot 5 december 1985. |
| Robert Urbain                     | PS          | Bergen                    | Frans      | |
| Yvon Biefnot                      | PS          | Bergen                    | Frans      | |
| Yvon Harmegnies                   | PS          | Bergen                    | Frans      | |
| André Lagneau                     | PRL         | Bergen                    | Frans      | |
| René Jérôme                       | PSC         | Zinnik                    | Frans      | |
| Richard Gondry                    | PS          | Zinnik                    | Frans      | Secretaris. |
| Colette Burgeon                   | PS          | Zinnik                    | Frans      | |
| José Brisart                      | Ecolo       | Zinnik                    | Frans      | |
| Willy Burgeon                     | PS          | Thuin                     | Frans      | |
| André Bondroit                    | PS          | Thuin                     | Frans      | |
| Daniel Ducarme                    | PRL         | Thuin                     | Frans      | Secretaris tot 5 december 1985. |
| Jean-Pierre Detremmerie           | PSC         | Doornik-Aat-Moeskroen     | Frans      | |
| Marc Lestienne                    | PSC         | Doornik-Aat-Moeskroen     | Frans      | |
| Jean-Baptiste Delhaye             | PS          | Doornik-Aat-Moeskroen     | Frans      | Quaestor. |
| Jean-Pierre Perdieu               | PS          | Doornik-Aat-Moeskroen     | Frans      | |
| André Bertouille                  | PRL         | Doornik-Aat-Moeskroen     | Frans      | |
| Denis D'hondt                     | PRL         | Doornik-Aat-Moeskroen     | Frans      | |
| Alfred Léonard                    | PSC         | Hoei-Borgworm             | Frans      | |
| Guy Coëme                         | PS          | Hoei-Borgworm             | Frans      | |
| Victor Albert                     | PS          | Hoei-Borgworm             | Frans      | |
| Jean-Pierre Grafé                 | PSC         | Luik                      | Frans      | |
| Huberte Hanquet                   | PSC         | Luik                      | Frans      | Secretaris vanaf 5 december 1985. |
| André Cools                       | PS          | Luik                      | Frans      | |
| Alain Van der Biest               | PS          | Luik                      | Frans      | Voorzitter van de PS-fractie. |
| Gaston Onkelinx                   | PS          | Luik                      | Frans      | |
| Jean Mottard                      | PS          | Luik                      | Frans      | |
| Claude Dejardin                   | PS          | Luik                      | Frans      | |
| Pierre Tasset                     | PS          | Luik                      | Frans      | |
| Jean Gol                          | PRL         | Luik                      | Frans      | |
| Jean Defraigne                    | PRL         | Luik                      | Frans      | Parlementsvoorzitter en voorzitter van de commissie Buitenlandse Betrekkingen. |
| Joseph Remacle Bonmariage         | PRL         | Luik                      | Frans      | |
| Marcel Neven                      | PRL         | Luik                      | Frans      | |
| José Daras                        | Ecolo       | Luik                      | Frans      | Voorzitter van de Ecolo-Agalev-fractie vanaf 17 april 1986. |
| Melchior Wathelet                 | PSC         | Verviers                  | Frans      | |
| Albert Gehlen                     | PSC         | Verviers                  | Frans      | |
| Yvan Ylieff                       | PS          | Verviers                  | Frans      | |
| Jean-Marie Happart                | PS          | Verviers                  | Frans      | |
| André Damseaux                    | PRL         | Verviers                  | Frans      | |
| Luc Dhoore                        | CVP         | Hasselt                   | Nederlands | Quaestor. |
| Georges Beerden                   | CVP         | Hasselt                   | Nederlands | |
| Edgard Vandebosch                 | CVP         | Hasselt                   | Nederlands | |
| Willy Claes                       | SP          | Hasselt                   | Nederlands | |
| Eddy Baldewijns                   | SP          | Hasselt                   | Nederlands | Secretaris. |
| Jan Verheyden                     | SP          | Hasselt                   | Nederlands | |
| Alfred Vreven                     | PVV         | Hasselt                   | Nederlands | Quaestor vanaf 4 december 1985. |
| Willy Desaeyere                   | Volksunie   | Hasselt                   | Nederlands | |
| Chris Moors                       | CVP         | Tongeren-Maaseik          | Nederlands | |
| Theo Kelchtermans                 | CVP         | Tongeren-Maaseik          | Nederlands | |
| Alex Vangronsveld                 | CVP         | Tongeren-Maaseik          | Nederlands | |
| Louis Vanvelthoven                | SP          | Tongeren-Maaseik          | Nederlands | Quaestor. |
| Vic Peuskens                      | SP          | Tongeren-Maaseik          | Nederlands | |
| Patrick Dewael                    | PVV         | Tongeren-Maaseik          | Nederlands | Secretaris tot 5 december 1985. |
| Jaak Gabriëls                     | Volksunie   | Tongeren-Maaseik          | Nederlands | Voorzitter van de Volksunie-fractie tot 28 september 1986. |
| Johan Sauwens                     | Volksunie   | Tongeren-Maaseik          | Nederlands | |
| Charles-Ferdinand Nothomb         | PSC         | Aarlen-Marche-Bastenaken  | Frans      | Vanaf 28 oktober 1986 ondervoorzitter en voorzitter van de commissie Financiën. |
| Jacques Santkin                   | PS          | Aarlen-Marche-Bastenaken  | Frans      | |
| Louis Olivier                     | PRL         | Aarlen-Marche-Bastenaken  | Frans      | |
| Joseph Michel                     | PSC         | Neufchâteau-Virton        | Frans      | Tot 18 oktober 1986 ondervoorzitter en voorzitter van de commissie Financiën. |
| Michèle Detaille                  | PRL         | Neufchâteau-Virton        | Frans      | Quaestor tot 4 december 1985. |
| Michel Lebrun                     | PSC         | Dinant-Philippeville      | Frans      | Vervangt vanaf 13 oktober 1987 Emile Wauthy, die provinciegouverneur van Namen wordt. Wauthy was voorzitter van de PSC-fractie tot 2 oktober 1987. |
| Roger Delizée                     | PS          | Dinant-Philippeville      | Frans      | |
| Charles Cornet d'Elzius           | PRL         | Dinant-Philippeville      | Frans      | |
| André Tilquin                     | PSC         | Namen                     | Frans      | |
| Paul-Henry Gendebien              | PSC         | Namen                     | Frans      | |
| Bernard Anselme                   | PS          | Namen                     | Frans      | |
| Robert Denison                    | PS          | Namen                     | Frans      | Quaestor. |
| Claude Eerdekens                  | PS          | Namen                     | Frans      | |
| Charles Poswick                   | PRL         | Namen                     | Frans      | Voorzitter van de commissie Landsverdediging. |
| Hubert Van Wambeke                | CVP         | Aalst                     | Nederlands | |
| Ghisleen Willems                  | CVP         | Aalst                     | Nederlands | |
| Marc Galle                        | SP          | Aalst                     | Nederlands | |
| Herman De Loor                    | SP          | Aalst                     | Nederlands | |
| Willy Van Renterghem              | PVV         | Aalst                     | Nederlands | |
| Jan Caudron                       | Volksunie   | Aalst                     | Nederlands | |
| Jan Lenssens                      | CVP         | Dendermonde               | Nederlands | |
| René Uyttendaele                  | CVP         | Dendermonde               | Nederlands | |
| Norbert De Batselier              | SP          | Dendermonde               | Nederlands | |
| Frans Verberckmoes                | PVV         | Dendermonde               | Nederlands | Secretaris vanaf 5 december 1985. |
| Wilfried Martens                  | CVP         | Gent-Eeklo                | Nederlands | |
| Johan De Roo                      | CVP         | Gent-Eeklo                | Nederlands | |
| Tony Van Parys                    | CVP         | Gent-Eeklo                | Nederlands | |
| Johan Van Hecke                   | CVP         | Gent-Eeklo                | Nederlands | |
| Gilbert Temmerman                 | SP          | Gent-Eeklo                | Nederlands | Ondervoorzitter en voorzitter van de commissie Binnenlandse Zaken, Algemene Zaken en Openbaar Ambt. |
| Luc Van den Bossche               | SP          | Gent-Eeklo                | Nederlands | |
| Pierre De Weirdt                  | SP          | Gent-Eeklo                | Nederlands | |
| Guy Verhofstadt                   | PVV         | Gent-Eeklo                | Nederlands | |
| Emile Flamant                     | PVV         | Gent-Eeklo                | Nederlands | Voorzitter van de PVV-fractie tot 3 december 1985. |
| André Denys                       | PVV         | Gent-Eeklo                | Nederlands | |
| Frans Baert                       | Volksunie   | Gent-Eeklo                | Nederlands | Voorzitter van de commissie belast inzake Handels- en Economisch Recht. |
| Wilfried Van Durme                | Agalev      | Gent-Eeklo                | Nederlands | |
| Paul Tant                         | CVP         | Oudenaarde                | Nederlands | |
| Herman De Croo                    | PVV         | Oudenaarde                | Nederlands | |
| Miet Smet                         | CVP         | Sint-Niklaas              | Nederlands | Secretaris tot 28 november 1985. |
| Lieven Lenaerts                   | CVP         | Sint-Niklaas              | Nederlands | |
| Freddy Willockx                   | SP          | Sint-Niklaas              | Nederlands | |
| Nelly Maes                        | Volksunie   | Sint-Niklaas              | Nederlands | |
| Daniel Coens                      | CVP         | Brugge                    | Nederlands | |
| Emmanuel Desutter                 | CVP         | Brugge                    | Nederlands | Quaestor vanaf 23 oktober 1987. |
| Jan Leclercq                      | SP          | Brugge                    | Nederlands | Voorzitter van de commissie Landbouw en Middenstand. |
| Pierre Chevalier                  | SP          | Brugge                    | Nederlands | |
| Jacques Devolder                  | PVV         | Brugge                    | Nederlands | Quaestor tot 4 december 1985. |
| Paul Breyne                       | CVP         | Ieper                     | Nederlands | Secretaris vanaf 18 december 1985. |
| Cecile Boeraeve-Derycke           | CVP         | Ieper                     | Nederlands | |
| Marc Olivier                      | CVP         | Kortrijk                  | Nederlands | Voorzitter van de commissie Tewerkstelling en Sociaal Beleid. |
| Antoon Steverlynck                | CVP         | Kortrijk                  | Nederlands | |
| Gilbert Bossuyt                   | SP          | Kortrijk                  | Nederlands | Secretaris. |
| Erik Derycke                      | SP          | Kortrijk                  | Nederlands | |
| André Kempinaire                  | PVV         | Kortrijk                  | Nederlands | |
| Franz Vansteenkiste               | Volksunie   | Kortrijk                  | Nederlands | |
| André Bourgeois                   | CVP         | Roeselare-Tielt           | Nederlands | Secretaris. |
| Erik Vankeirsbilck                | CVP         | Roeselare-Tielt           | Nederlands | Ondervoorzitter en voorzitter van de commissie Bedrijfsleven. |
| Roger Van Steenkiste              | SP          | Roeselare-Tielt           | Nederlands | |
| Louis Bril                        | PVV         | Roeselare-Tielt           | Nederlands | |
| Jean-Pierre Pillaert              | Volksunie   | Roeselare-Tielt           | Nederlands | |
| Cyriel Marchand                   | CVP         | Veurne-Diksmuide-Oostende | Nederlands | |
| Ferdinand Ghesquière              | CVP         | Veurne-Diksmuide-Oostende | Nederlands | |
| Alfons Laridon                    | SP          | Veurne-Diksmuide-Oostende | Nederlands | |
| Marcel Decoster                   | PVV         | Veurne-Diksmuide-Oostende | Nederlands | |
| Julien Desseyn                    | Volksunie   | Veurne-Diksmuide-Oostende | Nederlands | |

## Commissies
Op 9 april 1987 werd een parlementaire onderzoekscommissie opgericht belast met het onderzoek naar de Belgische leveringen van wapens en munitie aan landen die in een gewapend conflict verwikkeld zijn of waartegen een wapenembargo geldt (zie de Iran-Contra-affaire).